# Homenatge dels Pescadors (Roses)
L'Homenatge dels Pescadors és una obra del municipi de Roses (Alt Empordà) inclosa en l'Inventari del Patrimoni Arquitectònic de Catalunya.

## Descripció
Ornamentació urbana situada al Passeig Marítim de Roses, a prop de la platja Nova, a l'alçada de l'estació depuradora soterrada i molt a prop de l'Oficina de Turisme.
Escultura en forma d'obelisc de caràcter irregular, situada al centre d'una bassa artificial de base hexagonal. L'escultura fa uns 5 metres d'alçada i està constituïda per una estructura metàl·lica angular, que sosté les plaques de vidre glaçat decorades. Cada cara del prisma representa diferents escenes i motius d'inspiració marinera, amb la tècnica del vitrall. Les imatges són senzilles i esquemàtiques, i els colors utilitzats són els bàsics. De nit s'il·lumina des de l'interior. A la banda nord de la bassa es troba una placa de metall commemorativa amb la data i la dedicatòria de l'escultura: "A Roses, dels seus Pescadors 29-VI-1990".

## Història
El dia 29 de juliol de 1990 es va inaugurar l'escultura urbana "Homenatge als Pescadors". En una placa commemorativa es pot llegir: "a Roses, dels seus pescadors".
L'obra va ser projectada per Domènec Fita i Molat (Girona 1927). Aquest escultor es va formar a Olot i a l'Escola de Belles Arts de Sant Jordi a Barcelona. Passant per diversos estils i tècniques diverses, des del figuratiu de la seva etapa inicial fins a la integració en el concepte i expressió abstracta, la seva obra és essencialment escultòrica, encara que també té en ceràmica i en pintura. El 1991 se li va concedir la Medalla d'Or de la Diputació de Girona i l'any 2006 la Creu de Sant Jordi de la Generalitat de Catalunya. La Fundació Fita, creada l'any 2000, atorga anualment un premi internacional d'art digital.